# Kelvingrove Art Gallery and Museum
Kelvingrove Art Gallery and Museum je muzeum a galerie ve skotském městě Glasgow. Muzeum je druhá nejnavštěvovanější atrakce ve Skotsku a nejnavštěvovanější muzeum mimo Londýn. Svojí velkolepou sbírkou se řadí mezi nejvýznamnější v Evropě.
Muzeum má své sídlo v západní části města, přímo u řeky Kelvin a parku Kelvingrove a naproti budově Kelvin Hall, kde sídlí další muzeum - Muzeum dopravy. Nad budovou muzea se vypíná hlavní budova University of Glasgow.
Budova muzea byla navrhnuta Sirem John W. Simpsonem a E. J. Milner Allenem. Byla postavena ve stylu španělského baroka, za použití pro Glasgow tradičních červených obkladových kamenů. Muzeum bylo otevřeno roku 1901. Zajímavostí je, že hlavní vchod do muzea je ze strany parku Kelvingrove, což bylo kvůli konání exhibic v parku, ale většina návštěvníků využívá pro vstup zadního vchodu z ulice Argyle Street.
Sbírky v muzeu pochází hlavně z McLellan Galleries a z Kelvingrove House Museum v parku Kelvingrove. Nejzajímavější jsou zejména sbírky brnění, obrazy francouzských impresionistů, nebo obraz Salvadora Dalího Ukřižování Ježíše Krista.
Muzeum bylo v roce 2006 po tříleté rekonstrukci nově otevřeno. Celá rekonstrukce stála 28 miliónů liber.

## Fotogalerie

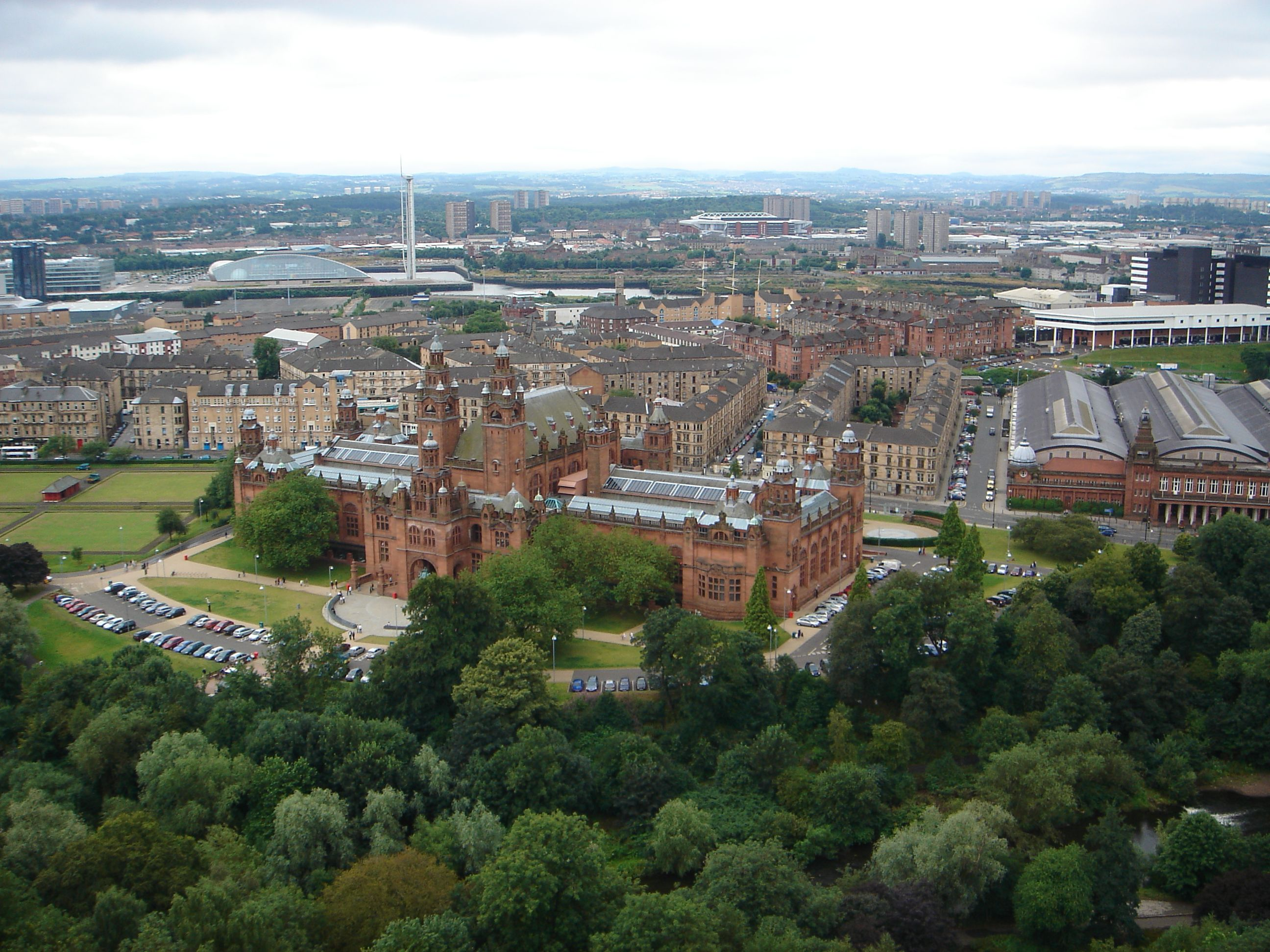
Budova muzea, pohled od univerzity
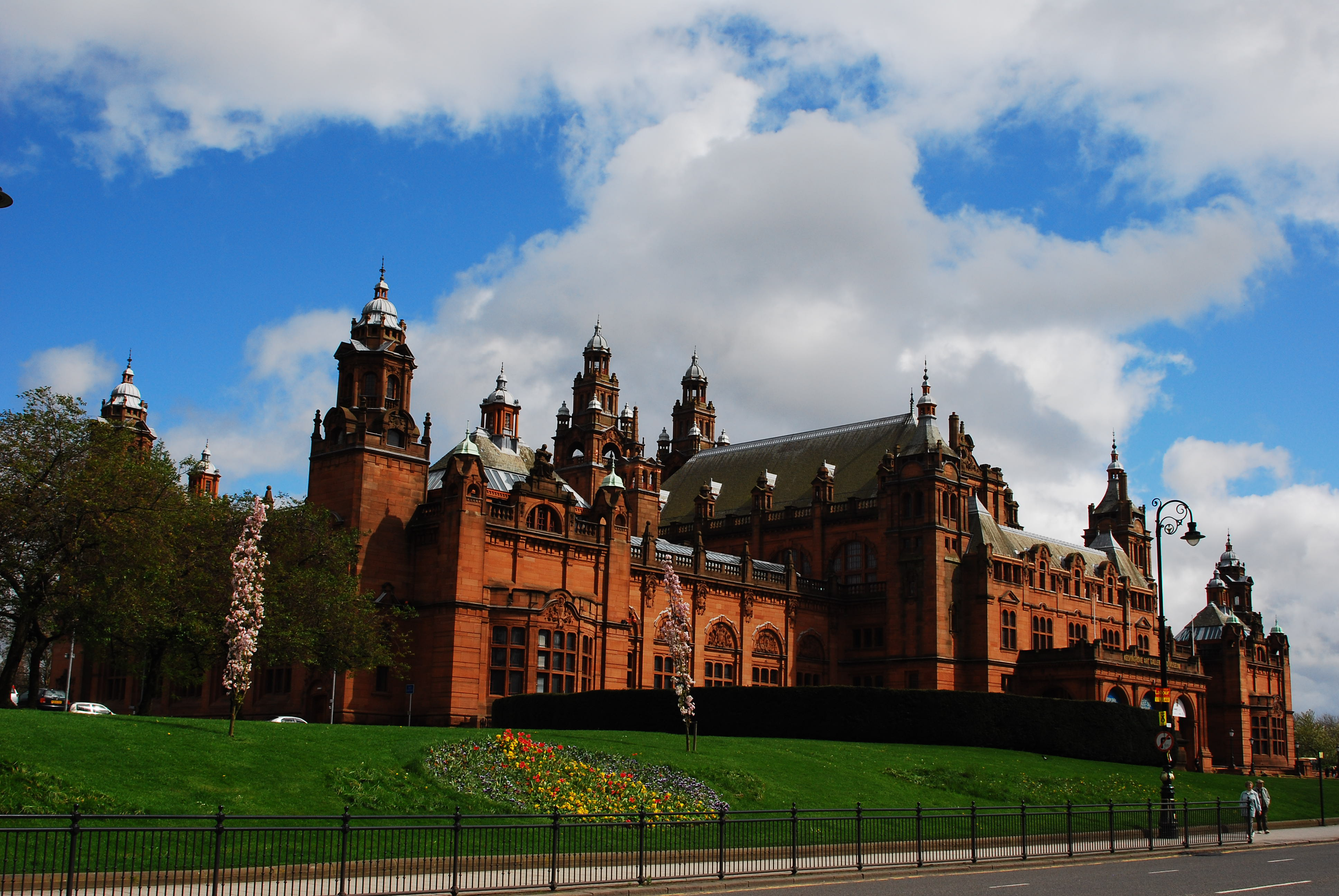
Pohled na zadní vchod, který je omylem považován za hlavní.
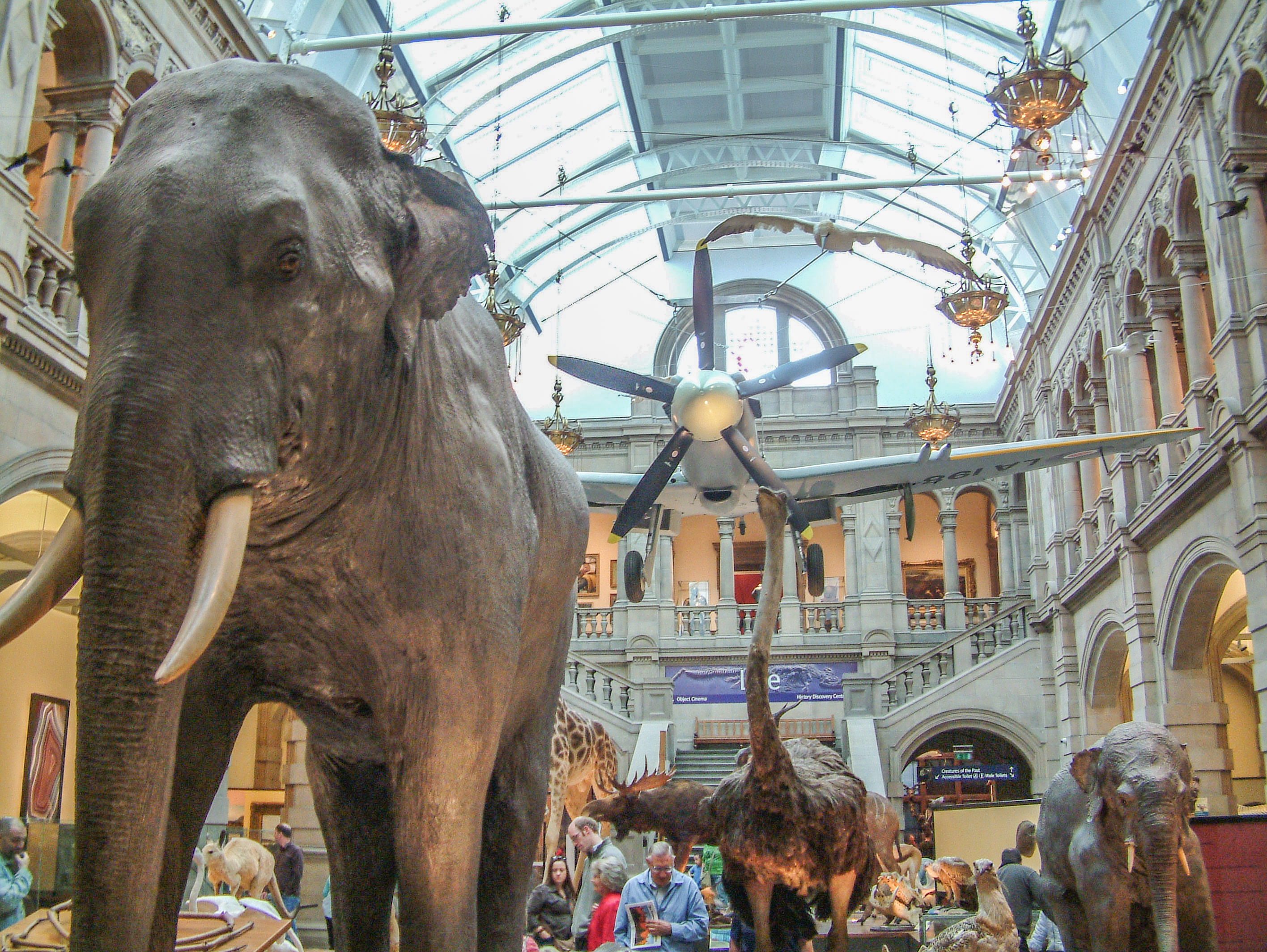
Interiér